# Pavlivka, Mașivka
Pavlivka (în ucraineană Павлівка) este localitatea de reședință a comunei Pavlivka din raionul Mașivka, regiunea Poltava, Ucraina.

## Demografie
Componența lingvistică a localității Pavlivka
     Ucraineană (95,21%)
     Rusă (3,55%)
     Alte limbi (0,61%)
Conform recensământului din 2001, majoritatea populației localității Pavlivka era vorbitoare de ucraineană (95,21%), existând în minoritate și vorbitori de rusă (3,55%).